# Ярра
Я́рра (англ. Yarra River [ˈjærə]) — річка на півдні штату Вікторія, Австралії. У нижньому плині річки 1835 року заснований Мельбурн, друге за величиною місто континенту. Під час Золотої лихоманки в штаті Вікторія річка, її береги та пагорби навколо були джерелом золота для численних старателів. З цієї причини в багатьох місцях ландшафт сильно змінився. У наш час річка служить рекреаційним цілям: на ній займаються академічним веслуванням, веслуванням на байдарках і каное та плаванням.